# Ácido vanílico
Ácido vanílico (ácido 4-hidroxi-3-metoxibenzoico) é um derivado de ácido diidroxibenzoico usado como um agente flavorizante. É uma forma oxidada da vanilina. É também um intermediário na produção de vanilina a partir do ácido ferúlico.